# Орвілл Райт
Орвілл Райт (англ. Orville Wright; нар. 19 серпня 1871[…] , Дейтон  — пом. 30 січня 1948[…] , Дейтон ) — американський авіаконструктор, льотчик, піонер авіації; молодший із братів Райт.
Разом з братом Вілбером сконструював перший у світі літак із двигуном внутрішнього згорання — біплан «Флаєр 1». 
За допомогою «Флаєра 1» 17 грудня 1903 року біля містечка Кітті-Гок Орвіл Райт здійснив перший у світі політ на літаку, важчому за повітря.